# 비오비오 대학교

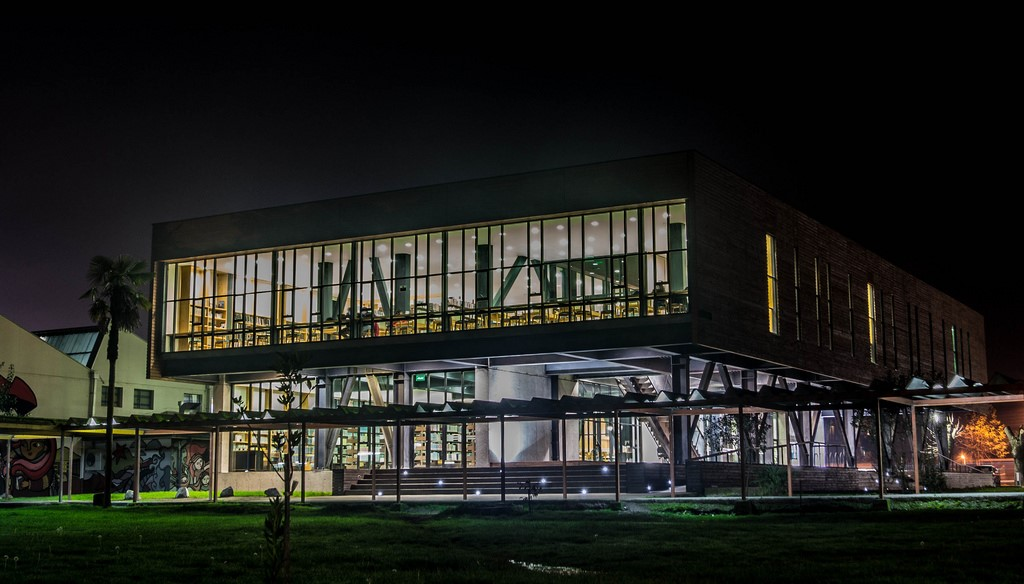
Bío-Bío 도서관 대학교 (2018)

비오비오 대학교(스페인어: Universidad del Bío-Bío)는 칠레의 대학교이다.
비오비오 대학교는 비오비오주에 위치해 있다. 35개의 대학 학위와 2개의 학사 프로그램을 제공한다.